# Рассвет (альбом)
| Оценки критиков | Оценки критиков |
| Источник        | Оценка          |
| --------------- | --------------- |
| InterMedia      | [ 1 ]           |

«Рассвет» — одиннадцатый студийный альбом украинской певицы Ирины Билык, выпущенный 13 июля 2014 года на лейблах Mamamusic и United Music Group.

## Об альбоме
Релиз студийного альбома «На бис» состоялся в 2008 году. В альбом вошли как новые песни, так и те, что были уже ранее выпущены как синглы, включая «Девочка», «Не ревную» и «Такси», которые вошли в первую тройку чарта Украины Tophit, «Такси» даже возглавил чарт.
В отличие от большинства предыдущих альбомов, на которых Билык представала в роли единственного автора песен, здесь практически каждая песня написана разными авторами. Альбом записан преимущественно на русском языке, но также впервые за долгое время певица включила в студийные релизы украиноязычные песни: «За мить до поцілунку», «Зима» и «Не цілуй» (последние две записаны совместно с группой «ТіК»). Это последний альбом Билык, выпущенный в сотрудничестве с продюсером Юрием Никитиным, с которым она работала с начала своей карьеры.
Презентацию альбома певица устроила в Киеве в 6:30 утра.
На 4-й церемонии YUNA альбом получил номинацию в категории «Лучший альбом».

## Отзывы критиков
Алексей Мажаев в своей рецензии для InterMedia заметил, что Ирина Билык представляет нам целых три свои амплуа: она исполняет «нежнейший поп… с приставкой „инди-“», эстрадные баллады, в которых «не переступает грань пошлости и обходится без истошных интонаций», а также песни о любви на грани фола, которые у Билык—женщины-вамп «получаются очень неплохо».

## Список композиций
| №                   | Название                                | Текст песни         | Музыка                        | Длительность |
| ------------------- | --------------------------------------- | ------------------- | ----------------------------- | ------------ |
| 1.                  | «Того, кого»                            | Юрий Лемчук         | Юрий Остапенко                | 4:55         |
| 2.                  | «Рассвет»                               | Юрий Рогоза         | Руслан Квинта                 | 3:15         |
| 3.                  | «Моя любовь»                            | Юрий Лемчук         | Ярослав Смилянец              | 3:46         |
| 4.                  | «Не любовники» (дуэт с Романом Бабенко) | Роман Бабенко       | Роман Бабенко                 | 3:43         |
| 5.                  | «Такси»                                 | Александр Воевуцкий | Александр Воевуцкий           | 3:21         |
| 6.                  | «Не важно» (дуэт с Борисом Моисеевым)   | Игорь Татаренко     | Игорь Татаренко               | 3:24         |
| 7.                  | «Сильнее»                               | Ирина Билык, Маня   | Маня                          | 3:26         |
| 8.                  | «Лето»                                  | Виталий Куровский   | Руслан Квинта                 | 3:56         |
| 9.                  | «Зима» (дуэт с группой «ТіК»)           | Виктор Бронюк       | Виктор Бронюк                 | 3:00         |
| 10.                 | «За мить до поцілунку»                  | Мария Бурмака       | Мария Бурмака                 | 3:26         |
| 11.                 | «Девочка»                               | Виталий Куровский   | Руслан Квинта                 | 3:33         |
| 12.                 | «Не ревную» (дуэт с Ольгой Горбачёвой)  | Ирина Билык         | Ирина Билык, Руслан Квинта    | 3:26         |
| 13.                 | «Поцелуй мою грусть»                    | Роман Бабенко       | Роман Бабенко                 | 3:42         |
| 14.                 | «Прощание»                              | Юрий Лемчук         | Юрий Лемчук                   | 3:48         |
| 15.                 | «Не цілуй» (дуэт с группой «ТиК»)       | Виктор Бронюк       | Виктор Бронюк                 | 3:45         |
| 16.                 | «Ягода»                                 | Юрий Лемчук         | Юрий Лемчук                   | 3:30         |
| 17.                 | «Кричи»                                 | Юрий Лемчук         | Юрий Лемчук, Ярослав Смилянец | 3:06         |
| 18.                 | «Люблю его»                             | Юрий Лемчук         | Юрий Лемчук                   | 3:51         |
| 19.                 | «Такси» (Koshevoy Production Mix)       | Александр Воевуцкий | Александр Воевуцкий           | 3:06         |
| Общая длительность: | Общая длительность:                     | Общая длительность: | Общая длительность:           | 68:00        |